# Doctor Prats
Doctor Prats est un groupe espagnol de fusion musicale, originaire de Terrassa et Vallés.

## Biographie
Doctor Prats est formé en 2009 avec l'intention de n'être qu'un « groupe virtuel » ; la même année, ils sortent leur premier album Patates amb peix (trad. « pommes de terre avec du poisson »),. Le 11 avril, ils donnent leur premier concert à la salle Faktoria d'Arts de Tarrasa avec différentes collaborations d'artistes locaux.
En avril 2016, à peine un an après la sortie de leur premier album, ils sortent un deuxième album intitulé Aham Sigah. Ils présentent ce nouvel album au Bikini et, à partir de là, ils entament une tournée qui les mène dans certaines des salles les plus importantes de Catalogne, comme la Clownia, l'Acampada Jove ou les festivals de la Merced à Barcelone.
L'internationalisation du groupe commence en 2017 avec des représentations en France, en Hongrie et même au Japon. Malgré cela, ils continuent leur tournée en Catalogne, en participant à Canet Rock, Acampada Jove et au festival Biorritmo, entre autres. La dernière représentation de cette tournée de deux ans était prévue pour le 4 octobre, avec un concert à la Sala Apolo de Barcelone, mais la situation politique avec les événements du 1er octobre conduit à son annulation. La tournée s'achève finalement le 30 octobre au festival San Narciso de Gérone.
Après une période de repos, le groupe annonce la sortie de Venim de lluny (trad. « Nous venons de loin »), leur troisième album. Ils présentent l'album le 10 mai au BARTS de Barcelone et entament une tournée en Catalogne, dans le reste de l'Espagne et à l'étranger.

## Membres
- Mark-e Riera — guitare, chant
- Guillem Boltó — voix, trombone
- Ramon Figueras — trompette
- Miki Santamaria — basse
- Victor Martínez — claviers
- Josep Jaume Rey — guitare électrique
- Oriol Cors — batterie

## Discographie
- 2015 : Patates amb peix (auto-produit)
- 2016 : Aham Sigah (Música Global)
- 2018 : Venim de lluny
- 2019 : Doctor Prats